# Темната кория
„Темната кория“ е български телевизионен игрален филм (комедия) от 1977 година на режисьора Орфей Цоков, по сценарий на Никола Статков. Оператор е Георги Атанасов. Създаден е по на едноименната книга на Никола Статков. Художник на постановката е Петър Николов.
Филмът е с работно заглавие „Под асмата“.

## Актьорски състав
- Добромир Манев – Ванчо Михалев
- Михаил Михайлов – Професорът
- Григор Вачков – Благата дума
- Петър Слабаков – Яничко
- Лора Керанова – Баба Спаса
- Никола Дачев – Кметът
- Георги Парцалев – Ташо
- Стоянка Мутафова – Калудка
- Коста Карагеоргиев – Тунчо Морзата
- Мариана Аламанчева – Анастасия
- Иван Обретенов – Манчо
- Константин Коцев – Линко
- Саркис Мухибян – Председателят
- Никола Кръстев – Първи съдия
- Йордан Йорданов – Втори съдия
- София Костова – Стамболка
- Красимира Петрова - Стефка